# Puy-de-Fourches
Puy-de-Fourches era una comuna francesa que estaba situada en el departamento de Dordoña, de la región de Nueva Aquitania, que en 1829 se fusionó con la comuna de Sincenac, formando la comuna de Sencenac-Puy-de-Fourches.

## Demografía
| Gráfica de evolución demográfica de Puy-de-Fourches entre 1793 y 1821 |
|                                                                       |

Los datos demográficos contemplados en este gráfico se han cogido de la página francesa EHESS/Cassini.